# السربة (الجميمة)

تعديل مصدري - تعديل

السربة هي إحدى قرى عزلة الجميمة بمديرية الجميمة التابعة لمحافظة حجة، بلغ تعداد سكانها 487 نسمة حسب تعداد اليمن لعام 2004.